# Ry Cooder
Ryland Peter Cooder, più noto come Ry Cooder, (Los Angeles, 15 marzo 1947), è un chitarrista e compositore statunitense.
Oltre ad essere celebre per la sua notevole tecnica alla slide guitar, Cooder è noto soprattutto per una serie di album in cui ha esplorato vari generi della musica americana "delle radici" (roots music).
Con il tempo la sua ricerca etnomusicale si è mano mano ampliata arrivando a toccare culture diversissime tra loro, dal raga indiano ai ritmi sudamericani passando per la musica africana.
È al trentunesimo posto della lista dei cento migliori chitarristi stilata dalla rivista Rolling Stone. Sa suonare numerosi strumenti a corda, tra i quali anche il mandolino, il bouzouki, la chitarra Weissenborn ed altri. Viene inoltre riconosciuto per l'uso singolare che fa del "Bottleneck" con la chitarra acustica, (di cui possiede diversi modelli Gibson, Martin, Bourgeois, Favino ed altre), mentre per quanto riguarda la chitarra elettrica predilige due Fender Stratocaster del '60 e del '67 ampiamente modificate, una Telecaster anch'essa modificata, delle Guyatone, diverse semi-acustiche, nonché delle Lap steel ed ancora altre particolari chitarre di marche meno conosciute. Spesso si è cimentato a ricavare suoni originali da modelli di chitarre economici e semisconosciuti.
La sua tecnica chitarristica è improntata all'uso di varie accordature aperte e da uno stile raffinato.
È autore, tra le altre, della colonna sonora del film Paris, Texas di Wim Wenders, nonché il principale iniziatore, nel 1996, del celebre progetto Buena Vista Social Club.
Nel 2011 Cooder ha pubblicato per la storica casa editrice americana City Lights la raccolta di racconti Los Angeles Stories, la sua prima opera di narrativa pubblicata in Italia a settembre 2012 da Elliot Edizioni.

## Gli esordi
Ry Cooder è nato a Los Angeles, California, da Bill Cooder e dall'Italoamericana Emma Casaroli, ma è cresciuto a Santa Monica, California, diplomandosi alla Santa Monica High School nel 1964. Inizia a studiare chitarra all'età di tre anni, rimanendo comunque autodidatta, anche se a lungo a stretto contatto con lo spagnolo Vincent Gómez: sarà quest'ultimo a condurlo nel mondo della musica. Incomincia però a studiare e ad addentrarsi anche in altri generi musicali come il folk, il country ma soprattutto il blues, frequentando l'Ash grove di Los Angeles, dove incontra Gary Davis, il quale gli insegna le basi della chitarra bottleneck e a lo avvicina al banjo.

## Con i Rolling Stones
Nel 1965, Cooder conosce Taj Mahal: nascono i Rising Sons ma l'esperienza dura molto poco.
Partecipa nel 1967 alle session dell'album Safe as Milk di Captain Beefheart. Da questa esperienza si dipanano numerosissime collaborazioni: Cooder suona il mandolino in Let It Bleed, nella versione che i Rolling Stones fanno di Love in Vain di Robert Johnson (collaborerà ancora con gli Stones - stavolta con la chitarra slide - per il pezzo Sister morphine, da Sticky Fingers). Nel 1972, viene pubblicato un disco (Jamming with Edward) che raccoglie materiale inciso durante alcune jam session tra Cooder, Mick Jagger, Charlie Watts, Bill Wyman, e il pianista Nicky Hopkins (l'Edward del titolo, a lungo ritenuto una sorta di sesta "pietra" degli Stones). La session lascia però qualche strascico di polemica: Cooder accusa Richards di plagio, ma la questione non viene mai chiarita a fondo, anche per la reticenza di Cooder. Già nel 1970, Cooder suona la slide in Memo from Turner, primo singolo di Jagger preparato per il film Performance (diretto da Donald Cammell e Nicolas Roeg nel 1968 ma uscito nelle sale solo due anni dopo).
L'album raccolta Metamorphosis degli Stones, pubblicato nel 1975, vede la partecipazione (non accreditata) di Cooder alla canzone Downtown Suzie di Wyman, che è anche la prima canzone del gruppo suonata in accordatura aperta di sol. Altra collaborazione (stavolta accreditata) di Cooder è quella per l'album Into the music di Van Morrison (1979): suona la slide nella canzone Full force gale.

## La carriera solista
Nell'arco degli anni settanta, Cooder pubblica una serie di album solisti per la Warner. Se si eccettua l'album Jazz, nessuno di questi album ricade interamente in un singolo genere ma è forse possibile attribuire a ciascun album una certa propensione che fa da cornice alla ricerca musicologica di Cooder. Così, l'omonimo album di debutto è incentrato sul blues; Into the purple valley, Boomer's story e Paradise and lunch sul folk e sul blues; Chicken skin music e il live Showtime su un unico melange di Tex-Mex e musica hawaiana; Jazz sul jazz degli anni venti; Bop till you drop sul rhythm and blues degli anni cinquanta, mentre Borderline e Get rhythm segnalano un'eclettica esplorazione del rock per chitarra slide. Cooder è ispirato, in questi anni, a generi musicali del passato che rielabora in modo personale. Bop Till You Drop (1979), il primo album di musica popolare ad essere registrato in formato digitale, procurò all'autore il suo maggiore hit: una versione R&B di Little Sister di Elvis Presley.

## Le colonne sonore
Cooder ha lavorato come session man e composto numerose colonne sonore, di cui forse la più conosciuta è quella del film Paris, Texas di Wim Wenders (1984). Cooder ha basato questo suo lavoro con la nota title track sul pezzo Dark Was the Night (Cold Was the Ground) di Blind Willie Johnson, pezzo che egli descrive come il più pieno d'anima, il più trascendente della musica americana. Altre sue composizioni per colonna sonora sono i film di Walter Hill I cavalieri dalle lunghe ombre (The Long Riders) del 1980, I guerrieri della palude silenziosa (Southern Comfort) del 1981, Chi più spende... più guadagna (Brewster's Millions) del 1985, Johnny il bello (Johnny Handsome) del 1989 e Ancora vivo (Last Man Standing) (1996), e il film di Mike Nichols I colori della vittoria (Primary Colors) del 1998. Ma uno dei momenti più importanti del rapporto tra Cooder e la musica per film è stato l'utilizzo della sua slide guitar per il film di Walter Hill Mississippi Adventure (1986), dedicato alla leggenda del blues Robert Johnson; alla colonna sonora di questo film partecipò anche Steve Vai.

## Musica del mondo
A Cooder, benché il suo genere principale sia il folk americano, è stata sempre riconosciuta l'abilità di cambiare spesso genere: tra questi la musica hawaiana, la musica dei nativi americani, il jazz (soprattutto quello della prima metà del XX secolo), il canto gutturale Xöömej di Tuva, il calypso, il raga indiano e la musica africana.
Più recentemente, Cooder ha giocato un ruolo importante nella crescente attenzione del mondo della musica nei confronti della tradizione cubana. In particolare, egli ha collaborato come musicista e produttore di Buena Vista Social Club (1997), disco che è risultato un successo internazionale. Wim Wenders ha, più in là, diretto un documentario sulle figure dei musicisti coinvolti e sulla musica a Cuba (Buena Vista Social Club del 1999), nominato ad un Academy Award nel 2000.

## Riconoscimenti
- 1993 Grammy Award – Meeting by the River
- 1995 Grammy Award - Talking Timbuktu with Ali Farka Toure
- 1998 Grammy Award – Buena Vista Social Club

## Discografia

### Da solista
Album in studio
- 1970 - Ry Cooder
- 1972 - Into the Purple Valley
- 1972 - Boomer's Story
- 1974 - Paradise and Lunch
- 1976 - Chicken Skin Music
- 1978 - Jazz
- 1979 - Bop till You Drop
- 1980 - Borderline
- 1982 - The Slide Area
- 1987 - Get Rhythm
- 2005 - Chàvez Ravine
- 2007 - My Name Is Buddy (Nonesuch Records)
- 2008 - I, Flathead
- 2011 - Pull Up Some Dust and Sit Down
- 2012 - Election Special
- 2018 - The Prodigal Son

Album dal vivo
- 1977 - Showtime

Raccolte
- 1986 - Why Don't You Try Me Tonight
- 1994 - River Rescue – The Very Best of Ry Cooder
- 1995 - Music by Ry Cooder
- 2008 - The Ry Cooder Anthology: The UFO Has Landed

### Collaborazioni
- 1967 - Tanyet (con The Ceyleib People)
- 1967 - Safe as Milk di Captain Beefheart & His Magic Band
- 1972 - Jamming with Edward (con Nicky Hopkins, Mick Jagger, Bill Wyman, Charlie Watts)
- 1987 - Bring the Family di John Hiatt
- 1988 - Ry Cooder and the Moula Banda Rhythm Aces: Let's Have a Ball
- 1992 - Rising Sons featuring Taj Mahal and Ry Cooder
- 1992 - Little Village (con i Little Village)
- 1993 - A Meeting by the River (con Vishwa Mohan Bhatt)
- 1994 - Talking Timbuktu (con Ali Farka Touré)
- 1995 - The Long Black Veil (con The Chieftains)
- 1997 - Buena Vista Social Club
- 2000 - Hollow Bamboo (con Jon Hassell e Ronu Majumdar)
- 2003 - Mambo Sinuendo (con Manuel Galbán)
- 2010 - San Patricio (con The Chieftains)
- 2013 - Live in San Francisco (con Corridos Famosos)
- 2022 - Get on board (con Taj Mahal)

### Colonne sonore
- 1980 - I cavalieri dalle lunghe ombre (The Long Riders)
- 1981 - Southern Comfort
- 1982 - Frontiera (The Border)
- 1984 - Strade di fuoco (Streets of Fire)
- 1985 - Paris, Texas
- 1985 - Alamo Bay
- 1986 - Blue City
- 1986 - Mississippi Adventure (Crossroads)
- 1989 - Johnny il bello (Johnny Handsome)
- 1993 - I Trasgressori (Trespass)
- 1993 - Geronimo
- 1996 - Ancora vivo - Last Man Standing
- 1997 - Crimini invisibili  (The End of Violence)
- 1998 - I colori della vittoria (Primary Colors)
- 2007 - Un bacio romantico - My Blueberry Nights